# Ян III Благочестивый
Ян III Благочестивый (чеш. Jan III. Pobožný, пол. Jan III głubczycki, ок.1425 — между 1482 и 1485) — князь Глубчицкий (1445/1449 – 1482/1485), до 1454 совместно с братом Янушем.

## Биография
Ян был младшим сыном опавского князя Вацлава II и Эльжбеты Краваржской. Принадлежал к побочной линии чешской королевской династии Пржемысловичей. В источниках он впервые упоминается в 1438 году, когда во Вроцлаве его посвятили в рыцари.
После смерти отца, которая наступила между 1445 и 1449 годами, Ян и его старший брат Януш унаследовали Глубчицкое княжество. Януш также получил в управление город Фульнек. От отца братья также унаследовали право на 1/3 Опавского княжества, но фактически княжеством управляли братья Вацлава II Вильгельм и Эрнест. В 1454 году Януш умер, и Фульнек также перешёл Яну.
Ян был женат на некоей Катаржине, которая умерла в 1463 году, так и не родив ему детей. Так как став вдовцом, он не стал жениться повторно, то в хрониках получил прозвище «Благочестивый». Не имея наследников, Ян III в 1464 году решил продать свои права на Опавское княжество чешскому королю Йиржи из Подебрад, а Фульнек уступил некоему Йиржи Крумшинову.
Когда началась война за чешскую корону между Владиславом II Ягеллоном и венгерским королём Матьяшем Хуньяди, то Ян поначалу принял сторону первого, но когда в 1479 году венгерские войска заняли Силезию, принёс вассальную присягу венгерскому королю.
Ян III скончался между 1482 и 1485 годами. После его смерти Глубчицкое княжество, как лён без владельца, Матьяш Хуньяди по праву сюзерена присоединил к землям Чешской короны, а впоследствии передал его своему внебрачному сыну Яну.